# أبراهام تيودور بيرغه
أبراهام تيودور بيرغه (بالنرويجية: Abraham Theodor Berge) سياسي نرويجي من مواليد 20 أغسطس من سنة 1851. شغل بيرغه عدة مناصب في حياته السياسية، وكان رئيسا لوزراء النرويج ما بين عامي 1923 و1924. توفي في 10 يوليو 1936.